# Jaromír Typlt
Jaromír Typlt (* 25. července 1973, Nová Paka) je český spisovatel, esejista, performer, výtvarný kurátor a editor.

## Život
Dětství prožil v Nové Pace. Pochází z rodiny lesního dělníka a zdravotní sestry, jako třetí ze čtyř dětí. Bratr Lubomír Typlt je malíř, dcera Apolena Typltová (2001) je fotografka. 
Vystudoval Filozofickou fakultu Univerzity Karlovy – obor filozofie a český jazyk a literatura. Po ukončení civilní vojenské služby ve sdružení pro péči o duševně nemocné Fokus MYklub Liberec, kde mj. inicioval řadu výstav a edičních projektů, se stal v roce 2000 kurátorem liberecké Malé výstavní síně a v letech 2008–2010 byl kurátorem liberecké Galerie U Rytíře. V roce 2017 nastoupil do doktorského studijního programu komparatistiky na Filozofické fakultě, v jehož rámci absolvoval v letech 2020–2021 stáž v Paříži na Université Sorbonne. Od počátku roku 2018 zároveň spolupracuje s Kulturně komunitním centrerm Art v Praze na Letné. V září 2022 spoluzakládal galerii Art brut Praha, kterou vede jako kurátor. V současnosti žije v Praze a Nové Pace.

## Dílo
První období jeho tvorby se vyznačuje především důrazem na obrazotvornost (soubor poezie Ztracené peklo, 1994), ale také snahou o vystižení atmosféry „blouzniveckého“ rodného kraje (prózy Pohyblivé prahy chrámů, 1991, a Opakem o překot, 1996).
Po roce 1999 začal experimentovat s různými přesahy literatury do dalších uměleckých odvětví (bibliofilie a autorské knihy, krátké filmy, jevištní performance, zvukové nahrávky a improvizace) a výsledky soustředil do knihy Stisk (2007). Se skladatelem Michalem Ratajem od roku 2009 účinkuje ve zvukově-textové improvizaci Škrábanice. Jako performer a autor textů spolupracoval i s dalšími skladateli soudobé hudby - Vlastislavem Matouškem, Janem Rybářem, Miroslavem Tóthem, Tomášem Vtípilem, Petrem Wajsarem a dalšími. S Pavlem Novotným také hraje v představení podle básně Kurta Schwitterse Ursonate (premiéra 2006). Pro libereckého grafika Jana Měřičku napsal texty k autorským knihám (Vniveč, 1999, Hlavolomy, 2000).
Typlt se v teoretické práci se soustředí na několik hlavních témat: je to především poválečný český surrealistmus a tzv. totální realismus, dále tvorba spisovatelů a umělců z jeho rodného kraje (Ladislav Zívr, Josef Kocourek, Jan Opolský, Josef K. Šlejhar, spiritistická média a další) a české art brut včetně jeho písemných projevů (tzv. écrits bruts). Tato témata zvláště po roce 2018 připomíná i v mnoha popularizačních přednáškách. Největším počinem v tomto směru je bezesporu knižní monografie sochaře Ladislava Zívra, vydaná v roce 2013. Eseje o literatuře a výtvarném umění zveřejňuje například v literárních časopisech Souvislosti, Revolver Revue, Host, Analogon, Tvar apod.
Už v první polovině 90. let se zapsal do povědomí také jako účastník literárních polemik. Po roce 2011 začal veřejně vystupovat proti snahám o podřizování literatury politickým zájmům (především proti požadavkům po levicové angažovanosti), a proto se 19. listopadu 2013 stal při svém autorském večeru terčem symbolického útoku politických radikálů.
Edičně se podílel například na zveřejnění textů a výtvarných děl Hany Fouskové, Zdeňka Koška, Františka Nováka z Lomnice nad Popelkou a dalších.
Příležitostně překládá poezii z němčiny a francouzštiny, ve spolupráci se Zuzanou Li také z čínštiny (Jidi Majia: Slova v plamenech, 2016). Vystoupil na mezinárodních festivalech poezie, např. ve Vilenici (1995), Vilniusu (2012), Xicchangu (2016), v Druskininki(2016), ve Tbilisi (2017), Limě (2017), Bukurešti (2019), knižním veletrhu v Lipsku (2019) a na dalších místech.

### Knihy básní a experimentální texty
- Koncerto grosso, Mladá fronta, 1990
- Ztracené peklo, Český spisovatel, 1994 – Cena Jiřího Ortena
- že ne zas až, Host, 2003
- Stisk, Torst, 2007
- Za dlouho, Argo, 2016
- To naráží řeč, Ars Poetica, 2024 - výbor z poezie
- Pouzdří, Argo, 2025

### Próza[5]
- Pohyblivé prahy chrámů, Mladá fronta, 1991
- Zápas s rodokmenem, Pražská imaginace, 1993
- Opakem o překot, Host, 1996 - knížku doprovázejí fotografie Aleše Kuneše.
- Víra v únavu, Herrmann & synové, 2003 - bibliofilie v počtu 199 výtisků
- Jedna věta, Revolver Revue, 2024
- Pole nade mnou, Theo, 2006 - zveřejněno ve sborníku 7edm, str. 75–99.

### Divadelní hry
- Dříve než vzápětí, edice Tvary, 1994 - scénicky 2018, 2023 vyšlo v antologii České surrealistické drama

### Esejistické knihy a odborné monografie
- Rozžhavená kra, Votobia, 1996
- Kakofroň, edice Ještě teď, 2001
- Ladislav Zívr, Kant, 2013

### Jiné

#### Přispěl do knih
- ČEJKA, Jaromír; JANATA, Michal; TYPLT, Jaromír. Stopy / Traces. Praha: Kant, 2023. 132 s. ISBN 9788074374005. (cs, en)

#### Audioknihy
- Michal přes noc, Tympanum, 2012

#### Texty ve filmech
- Shadow play, režie Viktor Kopasz, 2002
- Vinice, režie Viktor Kopasz, 2012
- Ve znaku/In the Sign, režie Swoon, 2013
- Přehlídka/Parade, režie Swoon, 2020

#### Alba
v rámci spolupráce s Michalem Ratajem: 
- Škrábanice/Scribbles, 2015
- Zaškrábnutí/Scribble More, 2020
- Škrábanice ve Věži/Scribbles in the Tower, 2024